# شودزل
شودَزل (Shoedazzle)یک سرویس اشتراک آنلاین مد آمریکایی است که در ال سگوندو، کالیفرنیا واقع شده است. این شرکت هر ماه مجموعه‌ای از کفش‌ها، کیف‌های دستی و جواهرات را معرفی می‌کند و نمایشگاهی را برای اعضای خود فراهم می‌کند که مطابق با ترجیحات آن‌ها در زمینهٔ مد تنظیم شده است.

## تاریخچه
این شرکت توسط کیم کارداشیان، برایان لی، رابرت شاپیرو و ام جی انگ در سال 2009 تاسیس شد .
در سال ۲۰۱۳، ریچل زو، متخصص مد، به عنوان مدیر استایلیست به شودزل پیوست.
شودزل در سال ۲۰۱۳ با گروه مد تک استایل ادغام شد.